# Brodec
Brodec település Csehországban, Lounyi járásban. Brodec Smolnice, Vinařice, Ročov, Nová Ves, Zbrašín, Louny és Líšťany településekkel határos. Lakosainak száma 85 fő (2024. január 1.).

## Népesség
A település lakosságának változását az alábbi diagram mutatja:
| Lakosok száma | 322  | 317  | 342  | 188  | 92   | 66   | 86   | 76   | 88   | 85   |
|               | 1869 | 1890 | 1921 | 1950 | 1980 | 2001 | 2017 | 2019 | 2022 | 2024 |